# Stadt der Fremden
Stadt der Fremden (Originaltitel: Embassytown) ist ein Science-Fiction-Roman des britischen Autors China Tom Miéville.

## Themen
Biofabrizierte Technologie, Architektur die, im wahrsten Sinne des Wortes, aus gewachsenen Lebewesen entsteht, lebendige, bewegliche Energiezellen und Bio-Kraftwerke – mit diesen Reizworten bindet Miéville seine technophile Leserschaft an sich. Tatsächlich sind aber diese technischen Innovationen nur Staffage, genauso wie die Tatsache, dass Stadt der Fremden auf der Oberfläche ein Entwicklungsroman zu sein scheint. Hierbei werden die Erlebnisse einer menschlichen Person namens Avice Benner Cho auf einer sehr abgelegenen außerweltlichen Kolonie thematisiert. Die Probleme der Pubertät, das Dasein als reisende Erwachsene und ihre Eheprobleme nach der Rückkehr mit einem Mann aus der Fremde dominieren die erste Hälfte der Erzählung. Ergänzt werden diese überaus menschlichen Lernprozesse durch die Einbettung ihrer persönlichen Entwicklung in einen sozialpolitischen Kontext. Der Ort, von dem erzählt wird, ist eine Kolonie des Planeten Bremen. Kolonialpolitik, bürokratische und logistische Schwierigkeiten, lokale Hierarchien und die diplomatischen Gepflogenheiten tragen nicht zur Vereinfachung dieser Struktur bei. Nicht zuletzt liegt Arieka sozusagen am Ende der bekannten Welt und der Weg zu zivilisierteren Welten führt durch Räume, die Einstein nur schwer als raumzeitliche wiedererkannt hätte.
Als ob das nicht genug wäre, sprechen die Einheimischen, die Arikei oder auch Gastgeber genannt werden, ein Idiom, nämlich „Sprache“, und es gibt im gesamten bekannten Universum nichts annähernd Vergleichbares. Genau davon aber, nämlich von Sprache handelt der Roman hauptsächlich.
In gewisser Weise stellt Stadt der Fremden den Versuch dar, Derridas Theorie der Difference und Einsteins Relativitätstheorie in einem Roman zu illustrieren.
Der Unterschied zwischen langue und parole ist dabei genauso wichtig wie die innovative Gewichtung der Einsteinschen Raumzeit mit Schwerpunkt auf dem temporalen Aspekt, die sich dadurch in ein Immer und ein Manchmal differenziert. Wobei das Immer nicht gleichbedeutend ist mit immergleich, also beständig, sondern im Gegenteil: Mievilles Immer ist immer unbeständig und dazu noch extrem lebensfeindlich. Lebensraum im humanen Sinne ist nur im Manchmal existent.

## Formale Struktur
Der Roman gliedert sich in eine Einleitung und neun Teile, die ihrerseits 30 Unterkapitel enthalten.
Die ersten drei Seiten des Romans werfen, aus der offenen Ich-Perspektive, ein Schlaglicht auf einen sogenannten Ankunftsball. Nach dieser Facette folgt die Einleitung. Unter dem Subtitel „Die Immer-Eintaucherin“ wird in drei Abschnitten, 0.1, 0.2 und 0.3, der Werdegang von Avice Benner Cho geschildert, der wichtigsten Protagonistin des Romans. Auf rund 50 Seiten werden Kinder- und Jugendjahre, ihre Ausbildung zur Immer-Eintaucherin, ihre Reisen, ihre Heirat mit dem Sprachwissenschaftler Scile und die Rückkehr der beiden nach Botschafterstadt (= Arieka) umrissen.
Auf Seite 60 des ersten Teils, der mit „Ankunft“ überschrieben ist, beginnt der eigentliche Roman. Der neunte und letzte Teil ist mit „Die Befreiung“ überschrieben. Der ganze Roman wird aus der Ich-Perspektive von Avice Benner Cho erzählt; zunächst auf zwei unterschiedlichen Zeitachsen, die als durchnummerierte Subkapitel die erste Hälfte des Buches durchziehen. In „Neuere Zeit, 1 – 8“ erzählt Avice von den zwischenmenschlichen Komplikationen, die durch die Ankunft des neuen „unmöglichen“ Botschafters entstanden sind. „Einstmals, 1 – 10“ schildert die Beziehung zwischen Avice und ihrem Ehemann Scile und wie alles so kam, wie es nun ist.
Mit dem vierten Teil setzt eine kontinuierliche Erzählung ein, die das Überleben in Botschaftsstadt, nach dem ersten katastrophalen öffentlichen Auftritt des neuen Botschafters, beschreibt. Von 9 bis 30 durchnummerierte Zeit- oder Ortswechsel strukturieren die verbliebenen fünf Teile des Romans.

## Handlung

### Überblick
Vor einigen Jahrhunderten entdeckten Bremer Forscher am äußersten Rand des bekannten Universums einen bewohnten Planeten, den sie Arieka nannten. Die Bewohner, geflügelte, spinnenartige Krabbenpferde, hatten interessante Fähigkeiten und Produkte anzubieten, so dass Handelsbeziehungen nichts im Wege zu stehen schien. Bis das Problem der Verständigung virulent wurde. Die Ariekei verwenden eine Sprache, die von den Linguisten Bremens einfach zu entschlüsseln war. Die Bremer verstanden genau, was die Ariekei sagten. Umgekehrt aber wurde jegliche, von den Menschen produzierte Lautäußerung, noch nicht einmal als Kommunikationsangebot wahrgenommen.
Zur Lösung dieses Problems gründete Bremen eine Botschaft, um die herum langsam eine Stadt wuchs – Botschaftsstadt. Die Atmosphäre Ariekas war für Humanes giftig, weshalb die Stadt künstlich mit Sauerstoff versorgt wurde. Sie lag in einer Luftblase und um sie herum breitete sich die Stadt der Gastgeber aus – Gastgeberstadt.
„Sprache“, wie die Ariekei ihre Kommunikation selbst nennen, wird mit zwei Mündern produziert und klingt damit zweistimmig. Eine sogenannte Schnittstimme und eine Drehstimme erzeugen einen gemeinsamen Laut. Der Zufall wollte es, dass einstmals zwei frustrierte Forscher nahezu gleichzeitig das gleiche Wort in „Sprache“ riefen, worauf die Ariekei endlich eine Reaktion zeigten. Damit war die Grundlage für eine Verständigung geschaffen. Ariekei nehmen nur eine, von zwei Stimmen und einer empfindungsfähigen Person, gesprochene „Sprache“, als Kommunikation wahr. Von Computern oder sonstigen mechanischen Geräten erzeugte Laute fallen durch das ariekeische Raster. Um diesen Bedingungen nahezukommen, führte man Experimente mit eineiigen Zwillingen durch, die aber allesamt unbefriedigend verliefen. Schließlich brachten Clone, die mittels einer elektronischen Verbindung miteinander in Kontakt standen, die Lösung. Die ersten Botschafterduos entstanden. Der Handel kommt in Gang.
Da Arieka die Botschafter selbst erzeugt, wird die Kolonie zunehmend unabhängig. Das kann der Heimatmacht Bremen nicht gefallen. Dort schmiedet man andere, weiterreichende Pläne, und schickt schließlich einen eigenen, in Bremen erzeugten Botschafter nach Arieka. Mit der Ankunft dieses Fremden, namens EzRa, beginnt der Roman. Schon der erste Kontakt mit der „Sprache“ des Neuen ruft totale geistige Lähmung und Ekstase bei seinen Ariekei Zuhörern hervor. EzRas Sprechen erzeugt eine unheilbare Sucht nach mehr von dem Gleichen, die sehr schnell auf sämtliche Bewohner von Gastgeberstadt überspringt und sogar die Gebäude und Versorgungssysteme befällt, die alle irgendwie durch „Sprache“ erschaffen wurden. Die prekäre Versorgungslage von Botschafterstadt macht es erforderlich, dass die Botschaft schließlich die Einheimischen regelmäßig mit der EzRa-Sprachdroge versorgt, um das eigene Überleben zu sichern. Nach einem „Schuß“ sind die Ariekei zumindest für einige Stunden wieder aufnahme- und handlungsfähig. Das geht so lange gut, bis Ez seinen Doppelpartner Ra nach einem heftigen Streit ermordet. Nun bricht wahrlich Chaos aus und die süchtigen Ariekei terrorisieren die beiden Stadtteile. Ein kleiner Teil der Botschaftsangehörigen, darunter die Erzählerin Avice, und sogar einige Ariekei stemmen sich dem Zusammenbruch entgegen. Nachdem Wyatt, der ständige Repräsentant Bremens, sie ins Geheimnis der Herstellung von EzRa eingeweiht hat, gelingt es tatsächlich ein zweites Double und damit eine zweite „Gottstimme“ namens EzCal zu erzeugen.
Das bessert die Lage, allerdings nur kurzfristig. Die neue Droge zeigt üble Nebenwirkungen. Während EzRas „Sprache“, unabhängig vom Inhalt, die Arikei nur in völlige Ekstase versetzte, erzeugt EzCal zusätzlich totalen Gehorsam. EzCals Stimme ist nun absolutes Gesetz, und diese scheinbar endgültige Unterwerfung erzeugt bei vielen Ariekei elementaren Widerstand. In einem verzweifelten Akt brutaler Selbstverstümmelung reißen sie sich die für das Hören zuständigen Fächerflügel aus. Es bildet sich eine gewaltige taubstumme Armee, die gegen die Stadt vorrückt.
Ab diesem Moment wird Avice, die Erzählerin, extrem aktiv. Während EzCal auf Gewalt setzt und eine Verteidigungsarmee aufstellt, glaubt Avice an eine Verständigung mit den Aufständischen. Tatsächlich ist der Organisationsgrad der Aufständischen zu gut, als dass es keine Kommunikation zwischen ihnen geben soll, wie es eigentlich zu erwarten wäre, bei Ariekei, denen das Gehör und damit auch „Sprache“ genommen wurde.
Während ihres Aufenthalts in Botschafterstadt ist Avice in Kontakt mit einer elitären Gruppe von Ariekei gekommen, die sich in der, für sie völlig undenkbaren, Disziplin des Lügens übten und richtiggehende Wettkämpfe veranstaltete.
Die „Sprache“ der Ariekei litt von Beginn an unter einem entscheidenden Manko, sie war, aus humaner Sicht, eigentlich keine Sprache. Die wesentliche Unterscheidung zwischen Bezeichnendem und Bezeichnetem fand nicht statt. Gesprochen und gehört werden konnte nur was wirklich ist. Jedwede Konjuntivität war ausgeschlossen. Ein Ariekei konnte definitiv, und das meint tatsächlich physisch, nicht sagen: „Dieses Licht ist rot“, wenn dieses Licht grün war. Lügen entzogen sich dem ariekeischen Sprach- schlimmer noch, Denkvermögen. Eine Gruppe, die sich trotzdem darin übte offenbarte zumindest, dass sie sich dieses Problems bewusst war.
In der Extremsituation des drohenden Angriffs scharte Avice die Überreste der Lügnerfraktion um sich und trainierte mit ihnen konsequent das Lügen. Tatsächlich gelang es den meisten dieser willigen Apologeten, nach einer gewissen Zeit, wirklich überzeugend zu lügen. Für sie bedeutete das allerdings das Ende der alten „Sprache“; sie wandelten sich zu Neuen Ariekei und waren plötzlich völlig immun gegen die Sprachdroge EzCal.
Gleichzeitig schleppte diese Gruppe einen Gefangenen der taubstummen Armee mit sich, mit dem zunächst keinerlei Kontakt möglich schien. Mit der Zeit aber erkannte Avice, dass die Kommunikation der Aufrührer auf einer rudimentären Zeichensprache basiert. Die Neuen Ariekei finden tatsächlich einen Weg, sich mit diesem Gepeinigten zu verständigen, und mit dem Zugang zu ihm finden sie auch Zugang zur gesamten Armee der Absurden, wie sie von Avice getauft wurde.
Das große Gemetzel bleibt aus. Die Armee der verstümmelten Ariekei erkennt in den Neuen Ariekei eine Chance, die „Sprache“-Droge auch ohne das große Opfer zu neutralisieren. Im Zuge der Deeskalationsverhandlungen erfinden sie zudem die Schrift, die zuvor ebenfalls eine ariekeische Unmöglichkeit war.
Ende gut, alles gut? Nun, Avice, die Bremens langfristigen Plan für Arieka kennt, nämlich den Planeten zu einem Vorposten, einem letzten Hafen für neue Vorstöße ins unbekannte Immer zu nutzen, glaubt, dass die Chancen der Ariekei gestiegen sind, diese expansive Strategie unbeschadet zu überstehen.

## Details

### Kosmologie
In welchem Universum liegt die Stadt der Fremden? Jedenfalls nicht im bekannten. Die einzige Orientierung die uns Miéville diesbezüglich an die Hand gibt ist die Formulierung: „… seitdem die Menschen das Immer entdeckten und wir zu homo diaspora wurden.“ (S. 70) Lediglich Informationsfetzen und Bezeichnungen wie „Bremen“ für einen nicht näher beschriebenen Planeten, der die Kolonie Arieka verwaltet und den Handel organisiert, dienen als Haltepunkte für das territorial geprägte Bewusstsein des Lesers. Bremen, Arieka und noch etliche andere identifizierbare Räume existieren innerhalb eines chaotischen Zeitraums, der als „Immer“ definiert wird.
Das Immer ist ein lebensfeindliches, Urkontinuum das nur von wenigen Spezialisten bewusst bereist werden kann; die sogenannten Immer-Taucher. Avice, die Erzählerin, ist eine von ihnen. Im Gegensatz zum strukturlosen Immer zeichnen sich die Räume, in denen Menschen oder andere Spezies existieren können, durch ihre „Manchmal“-Qualität aus. Nur im Manchmal können empfindende Wesen leben und dort also liegt die Stadt der Fremden. Diese makrokosmischen Gegebenheiten sind jedoch nur der formale Rahmen für das wahre Thema des Buches; - die Sprache, dazu aber später.

### Sozioökonomie
Wie ist Leben auf Arieka organisiert? Es gibt eine kleine Anzahl Menschen und eine noch kleinere Anzahl anderer Extraterrestrier. Sie leben in Botschafterstadt. Ihnen steht eine unbekannte, aber in die hunderttausende gehende Zahl an Ariekei gegenüber, die auch, respektvoll, Gastgeber genannt werden. Sie leben in Gastgeberstadt. Botschafterstadt und Gastgeberstadt bilden zusammen Arieka. In Gastgeberstadt ist die Luft für Humanes giftig. Der Äoli-Hauch, eine künstlich erzeugte Luftblase, macht Leben in Botschafterstadt erst möglich. Wie der Namen vermuten lässt bildet die Botschaft den Kern von Botschafterstadt. Sie ist das höchste und am besten gesicherte Gebäude. Hier leben sowohl die Botschafter, wie auch der gesamte administrative Wasserkopf (Wesire, Adjutanten, Attachés u. v. m.).
Versorgt wird Botschafterstadt hauptsächlich durch agrartechnisch erzeugte, auf humanes spezialisierte Produkte der Ariekifarmen. In großen Zeitabständen treffen sogenannte Flapos (sprich: Flaschenpost) von der Heimatmacht Bremen ein, die aber überwiegend Geschenke, Nachrichten oder Anweisungen enthalten. Sie driften rein mechanisch durch das Immer und sind ein überaus unsicheres Transportmittel. In noch größeren Zeitabständen treffen Immerschiffe aus Bremen in Arieka ein, die Entsatz für das Botschaftspersonal mitbringen.

### Sprache
Um die Bedeutung von „Sprache“ für die Ariekei verständlich zu machen, ist es nützlich, eine längere Textpassage zu zitieren, in der Miéville den Unterschied von „Sprache“ zum Idiom der Neuen Ariekei formuliert:
„Am Anfang war jedes Wort von „Sprache“, ja, jeder Laut isomorph mit etwas Wirklichem: kein Gedanke – nicht wirklich –, sondern nur selbst ausgedrückte Weltheit, die sich selbst durch die Ariekei sprach. „Sprache“ war immer nur redundant gewesen: Sie war nur immer die Welt gewesen. Nun lernten die Ariekei zu sprechen und zu denken. … Das Gesagte war jetzt „nicht-wie-es-ist“. Was sie sprachen, waren jetzt nicht mehr länger Dinge oder Momente, sondern die Gedanken davon: das, was auf etwas zeigte. Die Bedeutung war nicht mehr eine flache Facette der Essenz, sondern Zeichen, die von dem losgerissen waren, was sie bezeichneten. Es brauchte die Lüge um das zu bewerkstelligen. Mit jener Spirale von Behauptung und Verleugnung kamen Feinheiten, und die Ariekei wurden sie selbst.“ (S. 386)
Dieser Ausschnitt mag ermessen, wie stark „Sprache“ die Lebenswelt der traditionellen Ariekei prägte und welche Veränderungen mit den Neuen Sprechenden in die Welt kamen.

### Ariekei-Biologie
Wie Gastgeber aussehen: Übermannsgroße pferdeförmige Chitinkörper, vier lange stachelbesetzte, spinnenartige Beine, dunkelbehaart mit zu vielen Gelenken, oben korallenartige Extrusionen, bei denen jede der willkürlich angeordneten Knospen mit einem Auge besetzt ist. An ihrem Nacken gibt es eine Schaftkehle mit dem Schnittmund der menschlichen Lippen ähnelt. Er spricht die Schnittstimme. Auf menschlicher Brustkorbhöhe schwellen ihre Körper an. Dort befindet sich der Drehungsmund der die Drehstimme spricht. Auf dem Rücken spreizt sich der vielfarbige auditive Fächerflügel, auf der Vorderseite, unterhalb des größeren Mundes sitzt der Presentflügel, das Interaktions- und Manipulationsglied des Ariekei.

## Handlungstragende Figuren
Avice Benner Cho – in ihrer Jugend als Simile für „Sprache“ eingesetzt, verkörperte eine Phrase, die „Das Mädchen das aß, was ihm gegeben wurde“ bedeutet. Verlässt die Stadt, um als Immer-Taucherin anzuheuern. Kehrt schließlich mit ihrem Ehemann Scile nach Arieka zurück.
Scile, ein Sprachwissenschaftler, betreibt erstmals tiefer gehende Studien zu dem unvergleichlichen Idiom der Ariekei, entwickelt schließlich eine Art fundamentaler Theologie über „Sprache“ und wird zum Dissidenten und Mörder.
Ehrsul, ein Autom unbekannter Herkunft (Automa=mehr oder weniger intelligente Roboter) mit weiblichen Ausprägungen, weilt schon sehr lange in der Stadt, extrem fortschrittliche Turingware, die beste Freundin von Avice, verfällt nach der Katastrophe in eine Art elektronische Katatonie.
EzRa, der neue, in Bremen ausgebildete bzw. hergestellte Botschafter auf Arieka, macht mit seiner verdrehten Version von „Sprache“ sämtliche Ariekei zu „Sprache“-Süchtigen. Ez tötet Ra nach einer Auseinandersetzung und verbindet sich anschließend mit Cal zu einer zweiten „Gottesstimme“.
CalVin, Botschafterdoppel, männlich, Exgeliebter von Avice, Vin bringt sich im Laufe des Gastgeber-Desasters um, Cal verbindet sich anschließend mit Ezzur zweiten „Gottesstimme“ EzCal.
MagDa, Botschafterdoppel, weiblich, Sprecherin der Botschafter, übernimmt auch die Leitung des administrativen Botschaftspersonals, nach dem Desaster und der Entmachtung des bisherigen Leiters Wyatt
Wyatt, oberster Repräsentant von Bremen, Chef der Botschaftsbürokratie, ein Technokrat.
EzCal, das neue Doppel zwischen den überlebenden Hälften von CalVin und EzRa, sie bilden zusammen die neue, zweite „Gottesstimme“, zeigen während ihrer Herrschaft eine deutliche Neigung hin zur absoluten Monarchie, werden am Ende nur noch zur Behandlung der wenigen, unheilbar „Sprache“-Süchtigen eingesetzt.
Bren, gealterte, übergebliebene Hälfte eines Botschafterdoppels, lebt scheinbar isoliert, weil er sich den Verhaltensnormen für Zurückgebliebene nicht unterwirft, verfügt aber über eine Vielzahl geheimer Informationen und Kontakte.
surl_tesh-echer, ein Gastgeber und der „Meisterlügner“ der Arieka, wird nach einem Komplott zwischen der Botschaftsführung, dem „Sprache“-Puristen Scile und den einflussreichsten Gastgeber-Kreisen öffentlich ermordet. Die Namen der Ariekei werden im Roman, wegen der Doppelstimmigkeit, übrigens wie mathematische Brüche geschrieben.
spanischer_tänzer, ein Schüler von surl_tesh-echer, wird von Avice so getauft und nimmt später, nachdem er zu einem Neuen Ariekei geworden ist, selbst diesen Namen an. Leitet die Verhandlungen mit den Führern der Armee der Absurden.

## Ausgaben
- Embassytown. Macmillan, London 2011, ISBN 978-0-330-53307-2.
- Stadt der Fremden. Übers. von Arno Hoven. Bastei Lübbe, Köln 2012, ISBN 978-3-404-20679-7.